# Megarhyssa fulvipennis
Megarhyssa fulvipennis là một loài tò vò trong họ Ichneumonidae.